# 3136 Anshan
A 3136 Anshan (ideiglenes jelöléssel 1981 WD4) a Naprendszer kisbolygóövében található aszteroida. A Bíbor-hegyi Obszervatórium fedezte fel 1981. november 18-án.